# Альгойский диалект
Альгойский диалект (нем. Allgäuerisch) — региональный диалект немецкого языка, используемый в местности Алльгой в Баден-Вюртемберге и Баварии. Принадлежит к среднеалеманнским диалектам, родственен форарльбергскому и верхнешвабскому. С последним часто смешивается, считаясь, таким образом, его частью (т. н. Tiroler Schwäbisch, проходит по линии wiib-weib). Подразделяется на восточный, западный и верхний.